# Herkenbald

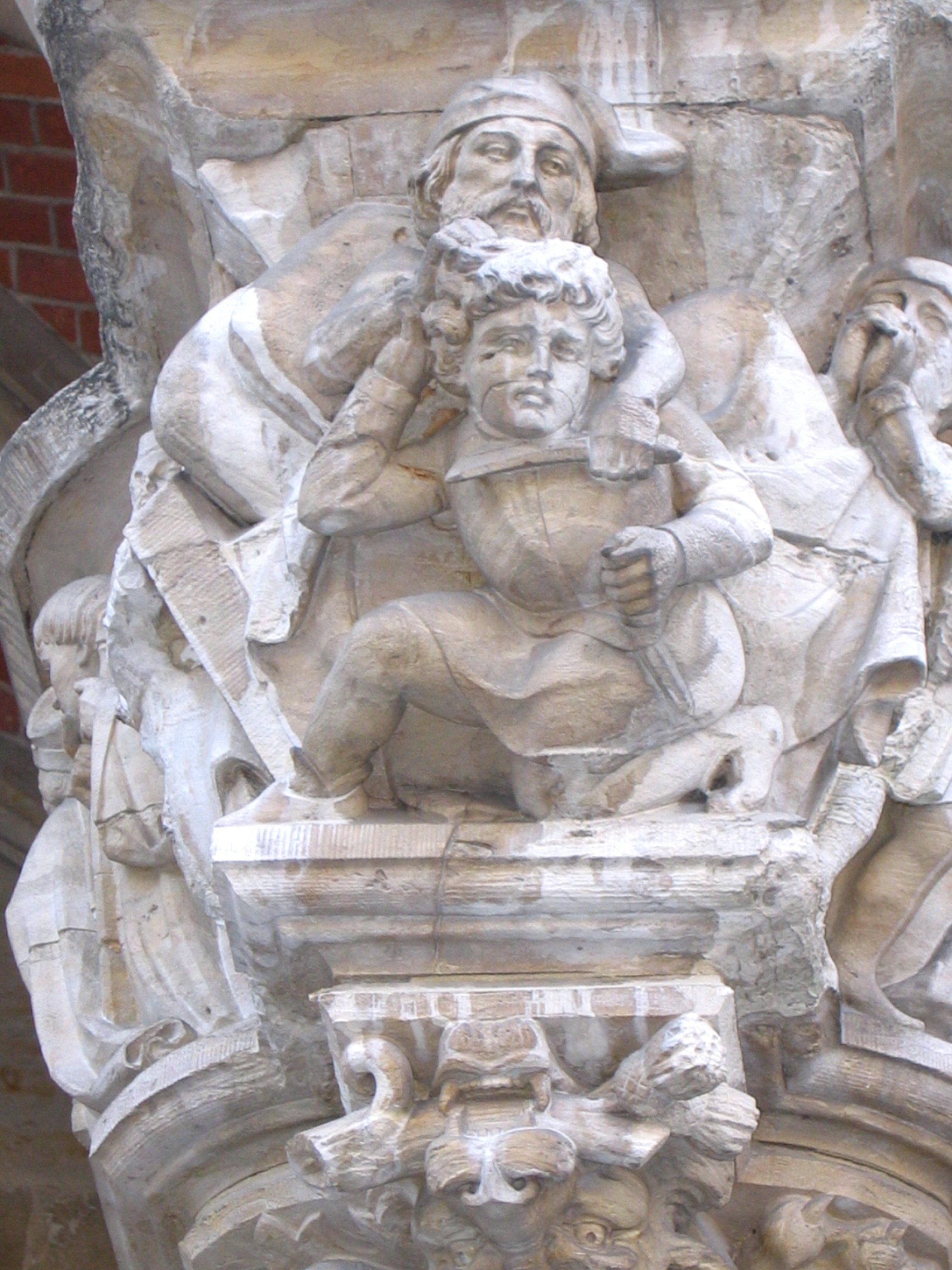
Herkenbald sur son lit de mort égorge son neveu coupable de viol, cul-de-lampe de l'Hôtel de ville de Bruxelles.

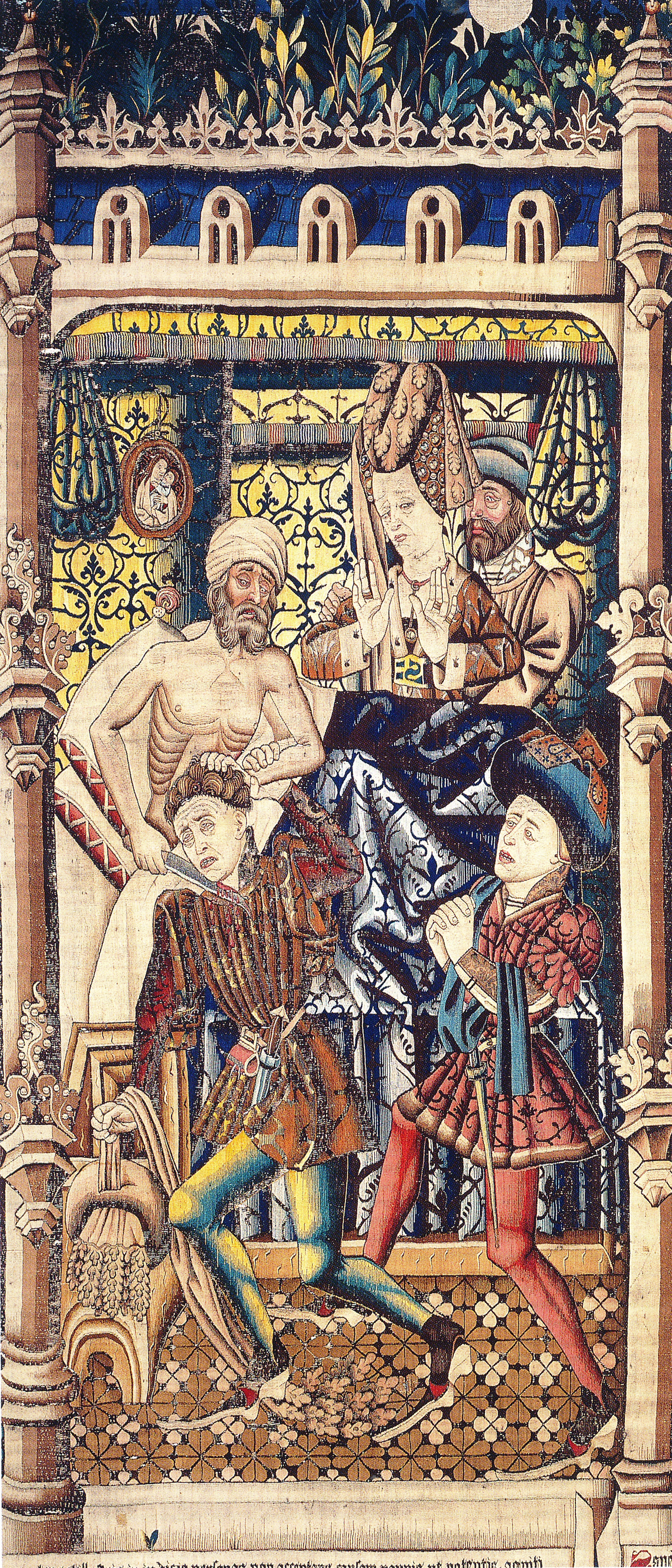
La tapisserie à Berne

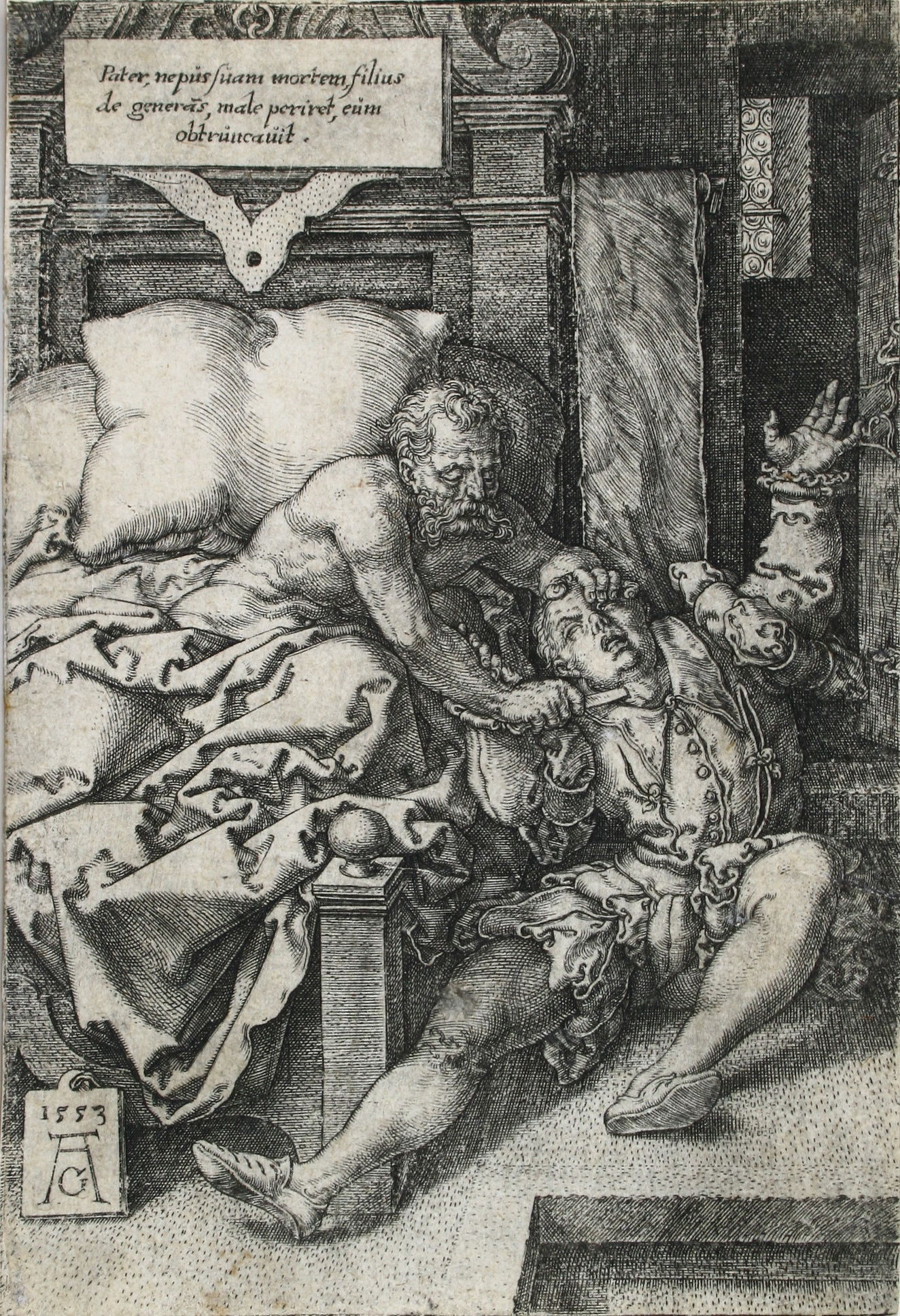
La gravure par Aldegrever

Herkenbald (ou en français Archambault) est le nom d'un célèbre échevin de Bruxelles qui aurait vécu au XIe siècle (vers 1020).
Il est cité comme exemple de juge et d'administrateur sage et intègre de la cité.

## Son histoire en 1020
La version historique de cette légende : « Un des magistrats de Bruxelles, appelé Herkenbald, était retenu au lit par une maladie mortelle, lorsqu'il eut connaissance d'un viol commis par un de ses neveux, dont l'influence était grande dans la ville. Il ordonna à l'instant sa mort, l'officier chargé de l'exécution conseille au jeune homme de se cacher et de laisser l'indignation du vieillard se calmer. Cinq jours s'étant écoulés, le coupable se hasarda d'approcher du lit de son oncle, qu'il espérait trouver apaisé, mais Herkenbald le saisit par la chevelure et lui plongea son épée dans le sein, faisant taire ainsi les affections de famille devant le devoir d'un juge intègre. » Selon d'autres versions, le jeune homme aurait été coupable d'avoir séduit plusieurs jeunes filles.
L'histoire ajoute, comme sur le tableau de Roger de la Pasture, que devant ce crime l'évêque lui refusa les saintes espèces, mais que par miracle elles se mirent d'elles-mêmes dans la bouche du moribond. 
Cette histoire célèbre est représentée sur un cul-de-lampe sculpté sur l'aile gauche de l'Hôtel de ville de Bruxelles.
Le peintre Roger de la Pasture représenta également cette histoire dans un tableau de justice destiné à la salle du nouvel Hôtel de ville, mais ce tableau fut détruit lors du bombardement de Bruxelles de 1695.
Mais une tapisserie conservée à Berne est peut-être une copie de ce tableau.
En 1553 encore, Henri Aldegraver, élève d'Albert Dürer, prit encore pour sujet d'une de ses gravures: le comte Archambault, qui coupe la gorge à un de ses neveux parce qu'il avait attenté à la chasteté de plusieurs femmes, gravure que l'on intitule d'ordinaire erronément : le Père sévère.